# Hemigobius hoevenii
Hemigobius hoevenii är en fiskart som först beskrevs av Bleeker, 1851.  Hemigobius hoevenii ingår i släktet Hemigobius och familjen smörbultsfiskar. Inga underarter finns listade i Catalogue of Life.